# HG Bödeli
Die Handballgruppe Bödeli (HG Bödeli) ist ein Handballverein aus Interlaken. Der Verein wurde am 25. Januar 1960 in Unterseen gegründet. 1973 wurde die Damenabteilung gegründet.

## Bödelis Glanzzeit
In der Saison 1979/1980 gewann die HGB den 1.-Liga-Meistertitel und stieg zum ersten Mal in der Vereinsgeschichte in die Nationalliga B auf. Bis zur Saison 1982/83 blieb Bödeli in der Nationalliga B, als in der Meisterschaft nur sieben Punkte resultierten, was den letzten Platz zur Folge hatte. In den Saisons 1983/84 und 1984/85 spielte Bödeli in der 1. Liga. In der Vorrunde 1984/1985 verlor die HGB kein Spiel. In der Rückrunde wurde Bödeli nur vom TV Länggasse Bern und vom HBC Biel geschlagen, dennoch stieg Bödeli 1984/85 wieder in die Nationalliga B auf. 1985/86 folgte der sofortige Wiederabstieg. 1986/87 positionierte sich Bödeli in der 1. Liga ganz oben. Mit 27 Punkten aus 15 Spielen stiegen die Oberländer wieder in die Nationalliga B auf. 1987/88 war die letzte Saison in der zweithöchsten Liga für die Bödeler. Ab der Saison 1988/89 spielte man in der 1. Liga.

## Die letzten Jahre
1998 stieg Bödeli in die 2. Liga ab. Im Jahre 2000 wurde Bödeli 2.-Liga-Meister und stieg anschliessend wieder in die 1. Liga auf. Danach folgte wieder der Abstieg. Seit der Saison 2013/14 spielte die HGB in der 2., seit dem Abstieg 2022 in der 3. Liga. 2024 verpasste die HG Bödeli den angestrebten Wiederaufstieg in die 2. Liga.

## Kader 2024/2025
| Nr. | Name            | Position |
| --- | --------------- | -------- |
|     | Janick Bhend    | Trainer  |
|     | Felix Sterchi   | Torhüter |
|     | Max Kopp        | Torhüter |
|     | Silvan Kohler   | Torhüter |
|     | Mike Abendroth  |          |
|     | Benny Berger    |          |
|     | Kevin Egloff    |          |
|     | Flurin Lüthi    |          |
|     | Luca Marti      |          |
|     | Pavel Martinez  |          |
|     | Roman Martinez  |          |
|     | Lars Reusser    |          |
|     | Florian Simmler |          |
|     | Alex Widmer     |          |
|     | Patrick Wolf    |          |
|     | Domenik Wyler   |          |